# 136
Вижте пояснителната страница за други значения на 136.
136 (сто тридесет и шеста) година по юлианския календар е високосна година, започваща в събота. Това е 136-а година от новата ера, 136-а година от първото хилядолетие, 36-а година от 2 век, 6-а година от 4-то десетилетие на 2 век, 7-а година от 130-те години. В Рим е наричана Година на консулството на Комод и Цивика (или по-рядко – 889 Ab urbe condita, „889-а година от основаването на града“).

## Събития
- Консули в Рим са Луций Комод (по-късно известен като Луций Елий Цезар) и Секст Цивика Помпеян.
- Император Адриан осиновява Луций Елий Цезар.
- 136 – 140 – Папа Хигин наследява на престола Телесфор.